# Aundh

Aundhs flagga

Aundh var en brittisk-indisk vasallstat[när?], belägen i nuvarande Maharashtra. Dess huvudstad, Aundh, ligger drygt 4 mil från Satara, i distriktet med samma namn.